# Pouteria lucida
Pouteria lucida är en tvåhjärtbladig växtart som först beskrevs av Herman Johannes Lam, och fick sitt nu gällande namn av Charles Baehni. Pouteria lucida ingår i släktet Pouteria och familjen Sapotaceae. Inga underarter finns listade i Catalogue of Life.